# Spilosoma flammeola
Spilosoma flammeola là một loài bướm đêm thuộc phân họ Arctiinae, họ Erebidae.